# Telegraph Road (Lied)
Telegraph Road ist ein Lied der britischen Rockband Dire Straits. Es wurde von Mark Knopfler geschrieben und erschien 1982 als erster Track des Albums Love over Gold. Stilistisch ist es dem Progressive Rock zuzuordnen. Der mit über 14 Minuten mit Abstand längste Song der Dire Straits war regelmäßiger Bestandteil der Konzerte der Dire Straits und später von Mark Knopfler.

## Interpretation
Von einer Busfahrt Knopflers inspiriert, erzählt der Liedtext die Entwicklung des Lands entlang eines Trampelpfades, der sich zur sechsspurigen Telegraph Road entwickelt. Der erste, optimistische Teil umfasst die Entwicklung vom ersten Siedler bis zur Großstadt. Im zweiten Teil wechselt die Perspektive: Aus Sicht eines lyrischen Ichs wird der Verfall der Straße durch Abwanderung von Arbeitsplätzen und das Schließen von Läden beschrieben, was sich auch in der erkaltenden Beziehung des Ichs zum angesprochenen Du spiegelt. Er will sich aber nicht der Verzweiflung ergeben und fordert sie auf, mit ihm zusammen die jetzt heruntergekommene Telegraph Road zu verlassen.
Der Text ist von der Telegraph Road in Detroit im US-Bundesstaat Michigan inspiriert.

## Komposition
Das Lied beginnt mit einem Crescendo, das fast zwei Minuten andauert. Dann beginnt das Hauptthema des Songs, das von Alan Clark auf dem Keyboard gespielt wird, begleitet von John Illsley am Bass. Dann beginnt der Gesangspart von Knopfler; zur Hälfte der ersten Strophe setzt auch das Schlagzeug von Pick Withers ein. Nach der ersten Strophe folgt wieder das Hauptthema, nun von Knopfler und Hal Lindes an der Gitarre gespielt, gefolgt von der zweiten Strophe, in einer ähnlichen heiteren Stimmung gesungen und gespielt wie die erste.
Darauf folgt ein ebenfalls fröhliches, wenn auch recht langsames Gitarrensolo von Knopfler. Nach dessen Ende wird die Stimmung düsterer und zunächst wird wieder das Hauptthema gespielt. Darauf folgt nun die relativ depressiv klingende Bridge, begleitet von Clark am Keyboard. Daraufhin folgt ein sehr langsames Solo von Knopfler.
Nach dessen Ende folgen die dritte und vierte Strophe, ebenfalls mit dem Hauptthema dazwischen, welches allerdings leicht verändert wurde und bei dem jetzt auch wieder Clarks Keyboard einsetzt. Gegen Ende der vierten und letzten Strophe – welche ähnlich wie die erste verläuft, das heißt, zum Anfang wird Knopflers Gesang ausschließlich vom Keyboard begleitet, dann erscheint neben der Gitarre von Lindes und dem Schlagzeug von Withers auch der Bass von Illsley ein, welcher während der dritten Strophe nicht zu hören war – folgt noch ein 15-sekündiges Keyboard-Interlude von Clark, daraufhin ein den Gesangspart abschließendes „down the telegraph road“, und in den letzten fünf Minuten ist nur noch Knopflers Gitarre – vom Schlagzeug begleitet – zu hören.
Erst spielt Knopfler noch eine knappe Minute lang das Hauptthema, bevor er komplett von der bisherigen Melodie abweicht und das Solo eine weitere Minute später schließlich den Höhepunkt erreicht. Daraufhin läuft das Solo in recht schnellem Tempo noch drei Minuten weiter, bis der Song in einem Fadeout endet.
Das Lied wurde in den 1980er Jahren als Titelmusik für die Schweizer Fernsehserie Motel verwendet und erlangte dadurch große Bekanntheit in der Schweiz.

## Besetzung
- Mark Knopfler – Gesang, Leadgitarre, Resonatorgitarre
- John Illsley – Bass
- Hal Lindes – Rhythmusgitarre
- Alan Clark – Klavier, Orgel, Synthesizer
- Pick Withers – Schlagzeug